# Fábián Péter (színművész)
Fábián Péter (Szekszárd, 1990. június 20. –) magyar színész, rendező, művészeti vezető.

## Életpályája
2009-ben érettségizett a helyi Garay János Gimnáziumban. 2014-ben végzett a Kaposvári Egyetem színművész szakán. Benkó Bencével másodéves egyetemistaként megalapították a K2 Színházat, amelynek 2022-ig egyik vezetője, színésze, rendezője volt. A K2 Színház 2022-ben megszűnt. 2023-tól a Szegedi Nemzeti Színház művészeti tanácsának tagja.
2015-től a Színház- és Filmművészeti Egyetem doktori iskolájának hallgatója volt. 2018-ban abszolutóriumot, 2021-ben DLA fokozatot szerzett. Témavezetője Karsai György volt. Másfél évig az intézmény bábszínházi rendező hallgatója is volt. 2014-2018 között a Kaposvári Egyetem óraadó tanára, 2022-től a Nemes Nagy Ágnes Szakközépiskola, mellette 2023-tól a FreeSZFE tanára is.
Felesége Háda Fruzsina színésznő.

## Rendezései
- Benkó – Fábián: Magyar Monoszkóp (Tűzraktér, Budapest, 2010)
- Benkó – Fábián: Sziszüphosz (Csiky Gergely Színház, 2011)
- Euripidész: Volt egyszer egy Helené (Csiky Gergely Színház, Kaposvár, 2012)
- Fábián – Benkó: "azt a csöndet nem tudjuk eljátszani" (Thealter Fesztivál, SZTE BTK Audmax., Szeged, 2012)
- Hegedűs – Benkó-Fábián: Az isten és a részegek (Stúdió K, Budapest, 2013)
- Shakespeare – Benkó – Fábián: Viharok (Szkéné, Budapest, 2013)
- Kafka – Vinnai – Benkó – Fábián: Morgenstern halála (Malomudvar Színházi Műhely, Budapest, 2013)
- Kautzky – Dallos – Fábián – Benkó: M. ország gyermekei (MODEM, Debrecen, 2014)
- Bertolt Brecht: Mielőtt az éj leszáll! (Jurányi Inkubátorház, Budapest, 2014)
- Baka István: Yorick visszatér (Ördögkatlan Fesztivál, Nagyharsány, 2014)
- Benkó – Fábián: A nagyharsányi menyasszony (Ördögkatlan Fesztivál, Nagyharsány, 2014)
- Bulgakov – Benkó – Fábián: Züfec ( Szkéné, Budapest, 2014)
- Csehov: Apátlanok (Hátsó Kapu, Budapest, 2015)
- Dürrenmatt – Benkó – Fábián: Bakfitty (Stúdió K, Budapest, 2015)
- Benkó – Fábián: A kisharsányi vőlegény (Ördögkatlan Fesztivál, Kisharsány, 2015)
- Fábián – Benkó – Horváth – Szabó – Sipos: Röpülj, lelkem! (Szkéné, Budapest, 2016)
- Kárpáti Péter: Dongó (Trafó, Budapest, 2016)
- Benkó – Fábián: A villánykövesdi vőfély (Ördögkatlan Fesztivál, Villánykövesd, 2016)
- Benkó – Fábián: Cájtstükk (Átrium Film-Színház, Budapest, 2016)
- Závada Péter: Holdkő (Szkéné, Budapest, 2017)
- Fábián – Benkó: A beremendi lakodalom (Ördögkatlan Fesztivál, Beremend, 2017)
- Szophoklész – Fábián: Antigoné (R.: Fábián Péter, MU Színház, Budapest, 2017)
- Fábián – Benkó: Emberek Alkonya (Miskolci Nemzeti Színház, Miskolc, 2017)
- Bertolt Brecht: Rettegés és Ínség a Harmadik Birodalomban (Stúdió K Színház, Budapest, 2018)
- Fábián – Benkó: A baranyai gyöngyösbokréta (Ördögkatlan Fesztivál, Nagyharsány, 2018)
- Fábián Péter: Rinocéroszok (R.: Fábián Péter; MU Színház, Budapest, 2018)
- Benkó – Fábián: Eklektikon – 2048 (Miskolci Nemzeti Színház, Miskolc, 2018)
- Kosztolányi – Fábián: Ki vele, Néró! (R.: Fábián Péter; Benczúr Ház, Budapest, 2019)
- Hamvas Béla: Karnevál (Ördögkatlan Fesztivál, Beremend, 2019)
- Benkó – Fábián: Szittyahintő (Thealter Fesztivál, Szeged, 2019)
- Fábián – Benkó: Elszakadóban (Janus Egyetemi Színpad, Pécs, 2014)
- Sartre: A legyek (Kaposvári Egyetem, Kaposvár, 2015)
- Benkó – Fábián: Hantocska (Soltis Lajos Színház, Celldömölk, 2016)
- Benkó – Fábián: Elza, vagy a világvége (Miskolci Nemzeti Színház, Miskolc, 2017)
- Székely János: Caligula helytartója (Kaposvári Egyetem, Kaposvár, 2017)
- Szigligeti – Benkó – Fábián: A cigány (Soltis Lajos Színház, Celldömölk, 2017)
- Weöres Sándor: Octopus (Kaposvári Egyetem, Kaposvár, 2018)
- Szigligeti – Fábián – Benkó: Liliomfi (Soltis Lajos Színház, Celldömölk, 2018)
- Szenes Iván – Gádor Béla – Darvas Szilárd – Barabás Tibor – Kerekes János: Állami Áruház (Kecskeméti Katona József Színház, Kecskemét, 2019 )
- Hamvas Béla: Ördöngösök (Kecskeméti Katona József Színház, Kecskemét, 2019)
- Fazekas – Benkó – Fábián – Zságer – Varga: Matyi elszabadul. (Szegedi Nemzeti Színház, 2020)
- Fábián Péter: Lobban Balázs balladája (R.: Benkó Bence; Győri Nemzeti Színház, 2019)
- Vinnai – Fábián – Benkó: Az Algoritmus (R.: Fábián Péter, Benkó Bence; MU Színház, 2020)
- Fábián – Benkó: Cucli – hírszínházi drámasorozat (R.: Fábián Péter, Benkó Bence; Katona József Színház, 2020-tól)
- Fábián – Benkó: Béke (R.: Fábián Péter, Benkó Bence; Ördögkatlan Fesztivál, 2021)
- Fábián Péter: A Szerb Antal-kód, avagy a Pendragon legenda (R.: Fábián Péter; Budapest Bábszínház, 2021)
- Fábián Péter: anyegin.hu (R.: Fábián Péter; Ördögkatlan Fesztivál, 2021)
- Fábián Péter: Barguzin, lehullt csillag fénye (R.: Fábián Péter, Ciróka Bábszínház, 2022)
- Fábián Péter: Kenyértörés (R.: Fábián Péter, Láthatáron Csoport, 2022)
- Fábián Péter: Jókedvvel, bőséggel (R.: Fábián Péter, RÉV Színház, 2022)

## Drámák
- Fábián – Benkó: Magyar Monoszkóp (R.: Benkó Bence, Fábián Péter; Tűzraktér, Budapest, 2010)
- Fábián – Benkó: Sziszüphosz (R.: Fábián Péter, Benkó Bence; Csiky Gergely Színház, 2011)
- Euripidész – Fábián – Benkó: Volt egyszer egy Helené (R.: Benkó Bence, Fábián Péter; Csiky Gergely Színház, Kaposvár, 2012)
- Fábián – Benkó: "azt a csöndet nem tudjuk eljátszani" (R.: Benkó Bence, Fábián Péter; Thealter Fesztivál, SZTE BTK Audmax., Szeged, 2012)
- Hegedűs – Benkó – Fábián: Az isten és a részegek (R.: Fábián Péter, Benkó Bence; Stúdió K, Budapest, 2013)
- Shakespeare – Benkó – Fábián: Viharok (R.: Fábián Péter, Benkó Bence; Szkéné, Budapest, 2013)
- Kafka – Vinnai – Benkó – Fábián: Morgenstern halála (R.: Benkó Bence, Fábián Péter; Malomudvar Színházi Műhely, Budapest, 2013)
- Kautzky – Dallos – Fábián – Benkó: M. ország gyermekei (R.: Benkó Bence, Fábián Péter; MODEM, Debrecen, 2014)
- Fábián – Benkó: A nagyharsányi menyasszony (R.: Fábián Péter, Benkó Bence; Ördögkatlan Fesztivál, Nagyharsány, 2014)
- Fábián – Benkó: Züfec (R.: Benkó Bence-Fábián Péter; Szkéné, Budapest, 2014)
- Dürrenmatt – Benkó – Fábián: Bakfitty (R.: Benkó Bence-Fábián Péter; Stúdió K, Budapest, 2015)
- Fábián – Benkó: A kisharsányi vőlegény (R.: Benkó Bence-Fábián Péter; Ördögkatlan Fesztivál, Kisharsány, 2015)
- Fábián – Benkó – Horváth – Szabó – Sipos: Röpülj, lelkem! (R.: Benkó Bence-Fábián Péter; Szkéné, Budapest, 2016)
- Fábián – Benkó: Át az Ingoványon (R.: Ascher Tamás; Jurányi Inkubátorház, Budapest, 2016)
- Fábián – Benkó: A villánykövesdi vőfély (R.: Benkó Bence-Fábián Péter, Ördögkatlan Fesztivál, Villánykövesd, 2016)
- Fábián – Benkó: Cájtstükk (R.: Benkó Bence-Fábián Péter; Átrium Film-Színház, Budapest, 2016)
- Fábián – Benkó: A beremendi lakodalom (R.: Benkó Bence-Fábián Péter; Ördögkatlan Fesztivál, Beremend, 2017)
- Szophoklész – Fábián: Antigoné (R.: Fábián Péter, MU Színház, Budapest, 2017)
- Fábián – Benkó: Emberek Alkonya (R.: Benkó Bence-Fábián Péter; Miskolci Nemzeti Színház, Miskolc, 2017)
- Fábián – Benkó: A baranyai gyöngyösbokréta (R.: Benkó Bence-Fábián Péter, Ördögkatlan Fesztivál, Nagyharsány, 2018)
- Fábián Péter: Mecseki tigris, vagy amit akartok (R.: Benkó Bence; Pécsi Nemzeti Színház, Pécs, 2018)
- Fábián Péter: Rinocéroszok (R.: Fábián Péter; MU Színház, Budapest, 2018)
- Benkó – Fábián: Eklektikon – 2048 (R.: Benkó Bence-Fábián Péter, Miskolci Nemzeti Színház, Miskolc, 2018)
- Fábián – Benkó: Kozmikus magány (R.: Király Dániel; Vígszínház, 2018)
- Kosztolányi – Fábián: Ki vele, Néró! (R.: Fábián Péter; Benczúr Ház, budapest, 2019)
- Fábián – Benkó: Szittyahintő (R.: Benkó Bence-Fábián Péter, Thealter Fesztivál, Szeged, 2019)
- Fábián – Benkó: Elszakadóban (R.: Benkó Bence, Fábián Péter; Janus Egyetemi Színpad, Pécs, 2014)
- Fábián – Benkó: Hantocska (R.: Fábián Péter, Benkó Bence; Soltis Lajos Színház, Celldömölk, 2016)
- Fábián – Benkó: Elza, vagy a világvége (R.: Fábián Péter, Benkó Bence; Miskolci Nemzeti Színház, Miskolc, 2017)
- Szigligeti – Fábián – Benkó: A cigány (R.: Fábián Péter, Benkó Bence; Soltis Lajos Színház, Celldömölk, 2017)
- Szigligeti – Fábián-Benkó: Liliomfi (R.: Fábián Péter, Benkó Bence; Soltis Lajos Színház, Celldömölk, 2018)
- Fazekas – Fábián-Benkó: Matyi elszabadul. (R.: Fábián Péter, Benkó Bence; Szegedi Nemzeti Színház, 2020)
- Fábián Péter: Lobban Balázs balladája (R.: Benkó Bence; Győri Nemzeti Színház, 2019)
- Vinnai – Fábián – Benkó: Az Algoritmus (R.: Fábián Péter, Benkó Bence; MU Színház, 2020)
- Fábián – Benkó: Cucli – hírszínházi drámasorozat (R.: Fábián Péter, Benkó Bence; Katona József Színház, 2020-tól)
- Fábián – Benkó: Béke (R.: Fábián Péter, Benkó Bence; Ördögkatlan Fesztivál, 2021)
- Fábián Péter: A Szerb Antal-kód, avagy a Pendragon legenda (R.: Fábián Péter; Budapest Bábszínház, 2021)
- Fábián Péter: anyegin.hu (R.: Fábián Péter; Ördögkatlan Fesztivál, 2021)
- Fábián Péter: Barguzin, lehullt csillag fénye (R.: Fábián Péter, Ciróka Bábszínház, 2022
- Fábián Péter: Kenyértörés (R.: Fábián Péter, Láthatáron Csoport, 2022)
- Fábián Péter: Jókedvvel, bőséggel (R.: Fábián Péter, RÉV Színház, 2022)
- Fábián Péter: Hajózni muszáj (2022)

## Szerepei
- Antoine De Saint-Exupéry: A kis herceg – Kis herceg  (Magyarországi Német Színház, R.: Dávid Zsuzsa, 2002)
- David Wood: A mézeskalácsember – Mézeskalácsember (Magyarországi Német Színház, R.: Claudia Nowotny, 2008)
- Benkó Bence – Fábián Péter: Sziszüphosz – Thanatosz (Tűzraktér, Budapest, R.: Fábián Péter, Benkó Bence, 2011)
- Molnár Ferenc: A Pál utcai fiúk – Kolnay (Csiky Gergely Színház, Kaposvár, R: Vidovszky György, 2012)
- Benkó Bence – Fábián Péter: Át az Ingoványon – Harald (Jurányi Inkubátorház, Budapest, R.: Ascher Tamás, 2016.)
- Hamvas Béla: Karnevál – Író (Benczúr Ház, Budapest, R.: Benkó Bence, Fábián Péter, 2019)

## Díjai és kitüntetései
- Jurányi-díj (2014)
- Junior Prima-díj (2016)[7]